# Пржибытек, Станислав Александрович
Станислав Александрович Пржибытек (1852—1927) — русский и польский химик и военный врач.

## Биография
Родился в 1852 году. Окончив Минскую классическую гимназию в 1869 году, поступил в Санкт-Петербургский университет, окончил его в 1874 году со степенью кандидата естественных наук. В 1877 году окончил Императорскую медико-хирургическую академию и в качестве младшего полкового врача лейб-гвардии Уланского полка принимал участие в турецкой кампании. Награжден орденами Св. Станислава III степени c мечами (1877 г., сражения 12 и 16 октября 1877 года в Горном Дубняке и Телише) и Св. Станислава II степени с мечами (1878 г., переход через Балканы 19 декабря 1877 года) .
С 1878 по 1880 гг. был прикомандирован к клиническому военному госпиталю. Получил степень доктора медицины, защитив диссертацию «Некоторые продукты окисления многоатомных спиртов».
С 1880 по 1889 гг. состоял лаборантом Санкт-Петербургского университета при отделении аналитической химии при профессоре Меншуткине Н.А. В 1889 г. получил степень магистра химии, защитив диссертацию на тему «Об органических двуокисях», был избран на должность адъюнкт-лаборанта в Императорской медико-хирургической академии.  В 1890 по конкурсу избран на должность начальника и профессора кафедры фармации и фармакогнозии академии, которую занимал до 1912 года . С.А. Пржибытек в 1908 году получает звание заслуженного профессора, в 1911 году – академика Императорской медик-хирургической академии за многочисленные труды в области фармацевтической химии. В 1912 году уходит в отставку .
С 1891 по 1919 год служит заведующим Городской (санитарно-аналитической) лаборатории Санкт-Петербурга. В 1919 году уезжает в отпуск (по болезни) за границу и не возвращается в Советскую Россию . 
За годы своей научной и преподавательской деятельности в Российской империи был награжден орденами Св. Станислава I степени, Св. Анны I и II степеней, Св. Владимира II степени с лентами и звездами, II и III степеней . 
С 1919 года живет в Варшаве. В 1920 году становится членом Военно-санитарного совета в Варшаве, где занимается вопросами снабжения войск продовольствием и контролем качества пищевых продуктов. Остается на военной службе до 1 июня 1922 года, выйдя в отставку в чине бригадного генерала.
С 1922 года работает в Варшавском университете и в Офицерской санитарной школе, занимается исследованиями пищевых продуктов. В 1924 году публикует работу о сущности авитаминоза.
В 1927 году,  за несколько месяцев до смерти, Станислав Александрович оставляет преподавательскую деятельность по тяжелой болезни. Похоронен на воинском кладбище Повонзки в Варшаве .